# ロビン・トロワー
ロビン・トロワー（Robin Trower [traʊə(r)]、1945年3月9日 - ）は、イングランド・ロンドン出身のブルース、ロック・ギタリストである。1967年から1971年までプロコル・ハルムに在籍した後、ロビン・トロワー・バンドを率いて様々なソロ・プロジェクトを行なった。
ジミ・ヘンドリックス的な曲作りと良く似た粘り気のあるブルージーなサウンドから「ジミの再来」とも評された、代表的な「ヘンドリックス・フォロワー」の一人である。

## 来歴

### 初期の活動
少年時代、B.B.キング、オーティス・ラッシュらブルース・ギタリストに影響を受けた。1959年、ゲイリー・ブルッカーらと4人編成のR&Bバンドのパラマウンツを結成した。
パラマウンツは1962年頃から本格的に活動し、1963年にコースターズの'Poison Ivy'のカヴァーでデビュー・シングルを発表。ローリング・ストーンズは彼らを「イングランド最高のR&Bバンド」と評し、前座として起用した。彼らは計6枚のシングル盤をリリースしつつ、ビートルズの前座や、サンディ・ショー、クリス・アンドリュースなどのバックバンドを務める。
1966年11月、トロワーはパラマウンツを脱退して、ジャムというブルース・トリオを始めるが短命に終わる。

### プロコル・ハルム
1967年7月、元パラマウンツのブルッカーに誘われて、ブルッカーが中心になってデビュー・シングル「青い影」を大ヒットさせたばかりのプロコル・ハルムに加入する。
トロワーはプロコル・ハルムで順調にキャリアを重ねるが、1970年、ドイツでジミ・ヘンドリックス・エクスペリエンスと共演した際にヘンドリックスのプレイに感銘を受けた。同年9月にヘンドリックスが死んだ後、1971年にプロコル・ハルムが製作したアルバム『ブロークン・バリケーズ』に「ジミに捧げる歌」として「ソング・フォー・ア・ドリーマー」を提供し、ギターをフェンダー・ストラトキャスターに替えるなど、ヘンドリックスからの影響と自己解釈によるプレイ・スタイルを強め、確立していった。
こうして他のメンバーとの音楽性の相違が大きくなった結果、彼は同年7月、『ブロークン・バリケーズ』の発表と相前後してプロコル・ハルムを脱退した。

### ロビン・トロワー・バンドを率いたソロ・プロジェクト
脱退後、元ストーン・ザ・クロウズのベーシストのジェイムズ・デュワーらと短期プロジェクトのジュードを結成するが不調に終わる。彼はデュワーと元ジョー・ジャマー・バンドのドラマー、レグ・イサドアを誘い、ロビン・トロワー名義のソロ・プロジェクトを実現させるためのロビン・トロワー・バンドを結成した。
（註:ロビン・トロワー・バンドはトロワーのソロ・プロジェクトの通称であり、アルバム名義は「ロビン・トロワー」である）
1973年2月、ソロ・プロジェクト最初のライヴをウィーンで行い、続いて元プロコル・ハルムのマシュー・フィッシャーをプロデューサーに迎えて3月にソロ・デビュー・アルバム『過去よりの再帰』をリリース。このアルバムの売り上げはふるわなかった（全米チャート106位）ものの、再度フィッシャーと制作して翌1974年にリリースしたセカンド・アルバム『魂のギター』がアメリカで大ヒットし（全米チャート7位、ゴールド・ディスク獲得）、更に米『ギター・マガジン』誌において、1974年度ベスト・ギター・アルバムに選ばれるなど、アメリカで高い人気を得る。トロワーは、このアルバムの成功は、ビートルズのレコーディング・エンジニアとして有名なジェフ・エメリックの功績が大きかったと述べている（ジェフ・エメリック#ビートルズ以降も参照）。
1975年、ドラムを元スライ&ザ・ファミリー・ストーンのビル・ローダンに替え、フィッシャーがプロデューサーを務めた『遥かなる大地』をリリース。アメリカでの人気（全米チャート5位、ゴールド・ディスク獲得）のみならず、本国イギリスでもチャートイン。日本での評判も高まり、トロワーのギタリストとしての評価は固まる。更に1976年、1975年のヨーロッパツアーにおけるストックホルムでのライヴ盤『ロビン・トロワー・ライヴ!』により、人気・評価ともに絶頂期をむかえ、つづく全米ツアーは史上最大のP.A.システムを使うという大がかりなものとなった。
1976年9月にリリースされた『ロング・ミスティ・デイズ』はエメリックと共同で自らプロデューサーを務めたアルバムで、サウンドがポップ寄りに変化し、彼にとって唯一とも言えるシングル・ヒット「カレドニア」（全米シングルチャート82位）を出す。その後、元スライ&ザ・ファミリー・ストーンのベース、ラスティ・アレンを加え、デュワーはヴォーカリストという4人編成でツアーを行い、1977年1月には初来日する。ボビー・ウーマックらソウル系を手がけていたドン・デイヴィスをプロデューサーに迎え、1977年『白昼の幻想』、1978年『キャラバン・トゥ・ミッドナイト』と、より米国マーケットを狙ったアルバムをリリースする。後に彼は当時を回想して「ジミの影響から逃れようとしていた」とも述べている。アレンが脱退してトリオ編成に戻ったバンドと共に1979年、原点回帰的な『地獄脱出』をリリースするがセールスは伸びず、翌1980年5月、トロワーは7年間に亘った、ほぼ同一のメンバーからなるロビン・トロワー・バンドを率いたソロ・プロジェクトを終了する。

### 1980年代以降

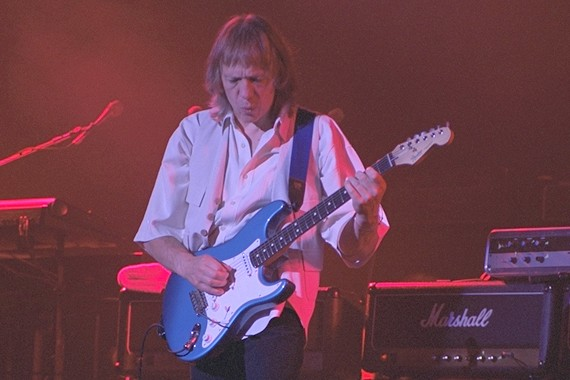
2008年のライブ

1981年、元ロビン・トロワー・バンドのローダンを連れてジャック・ブルースとトリオを結成し、同年、バンド・アンサンブル重視のアルバム『B.L.T. (ジャック・ブルース+ビル・ローダン+ロビン・トロワー)』を発表。翌1982年にはローダンをロビン・トロワー・バンドのオリジナル・メンバーだったイサドアに替えて、ブルースとの共作『Truce』を発表。これらのアルバムではファンクからハードロックまで多彩な音楽を演奏した。
1983年、元ロビン・トロワー・バンドのデュワーと再び組み、『虹色の戦慄』をリリースする。
その後はアルバム・リリースの場をインディーズ・レーベルに移し、1994年にはV12 Recordsを設立した。1991年のプロコル・ハルム再結成に参加したのち、ブライアン・フェリーのアルバム2作に共同プロデューサー及びギタリストとして参加し、1995年3月の日本公演にも同行した。
2008年、26年ぶりのブルースと共作アルバム『セブン・ムーンズ』を発表。2009年にはブルース、ゲイリー・ハズバンドとのトリオでライブを行ない、ブルースとの共作名義で『セヴン・ムーンズ・ライヴ』を発表した。
近年ではV12 Recordsから散発的にアルバムをリリースしながら、2008年には欧米ツアー行うなど、ソロ初期の曲も含めたライヴ活動を続けている。

## ディスコグラフィ

### スタジオ・アルバム
- 『過去よりの再帰』 - Twice Removed from Yesterday (1973年) ※旧邦題『ロビン・トロワー』
- 『魂のギター』 - Bridge of Sighs (1974年)
- 『遥かなる大地』 - For Earth Below (1975年)
- 『ロング・ミスティ・デイズ』 - Long Misty Days (1976年)
- 『白昼の幻想』 - In City Dreams (1977年)
- 『キャラバン・トゥ・ミッドナイト』 - Caravan to Midnight (1978年)
- 『地獄脱出』 - Victims of the Fury (1979年)
- 『虹色の戦慄』 - Back It Up (1983年)
- 『ビヨンド・ザ・ミスト』 - Beyond the Mist (1985年) ※スタジオ&ライブ
- Passion (1986年)
- Take What You Need (1988年)
- 『イン・ザ・ライン・オブ・ファイヤー』 - In the Line of Fire (1990年)
- 『20th・センチュリー・ブルース』 - 20th Century Blues (1994年)
- Someday Blues (1997年)
- Go My Way (2000年)
- Living Out of Time (2004年)
- Another Days Blues (2005年)
- What Lies Beneath (2009年)
- The Playful Heart (2010年)
- Roots and Branches (2013年)
- Something's About To Change (2014年)
- 『ホエア・ユー・アー・ゴーイング・トゥ』 - Where You are Going To (2016年)
- 『TIME AND EMOTION』 - Time And Emotion (2017年)
- Coming Closer to the Day (2019年)
- 『ユナイテッド・ステート・オブ・マインド』 - United State of Mind (2021年) ※with マキシ・プリースト、リヴィングストン・ブラウン
- No More Worlds to Conquer (2022年)
- Joyful Sky (2023年) ※with Sari Schorr
- Come and Find Me (2025年)

### ライブ・アルバム
- 『ロビン・トロワー・ライヴ!』 - Robin Trower Live! (1976年)
- 『ライヴ・イン・コンサート』 - BBC Radio 1 Live in Concert (1992年) ※1975年録音
- 『キング・ビスケット・ライヴ』 - King Biscuit Flower Hour Presents: Robin Trower in Concert (1996年) ※1977年録音
- This Was Now '74–'98 (1999年) ※1974年、1998年録音
- 『リビング・アウト・オブ・タイム / ライブ2005』 - Living Out of Time: Live (2006年)
- RT@RO.08 (2009年)
- Robin Trower at The BBC 1973–1975 (2011年) ※1973年-1975年録音
- State To State: Live Across America 1974–1980 (2013年) ※1974年-1980年録音
- Rock Goes To College 1980 (2015年) ※1980年録音

### プロコル・ハルム
- 『青い影』 - Procol Harum (1967年)
- 『月の光』 - Shine On Brightly (1968年)
- 『ソルティ・ドッグ』 - A Salty Dog (1969年)
- 『ホーム』 - Home (1970年)
- 『ブロークン・バリケーズ』 - Broken Barricades (1971年)
- 『放蕩者達の絆』 - The Prodigal Stranger (1991年)
- 『シンフォニック・プロコル・ハルム〜青い影』 - The Long Goodbye (1995年) ※オーケストラとの共演盤

### ジャック・ブルースとの活動
- 『B.L.T. (ジャック・ブルース+ビル・ローダン+ロビン・トロワー)』 - B.L.T. (1981年)
- Truce (1982年)
- 『セヴン・ムーンズ』 - Seven Moons (2008年)
- 『セヴン・ムーンズ・ライブ』 - Seven Moons Live (2009年) ※ライブ

### サウンドトラック
- The Good Humor Man (2005年) ※日本未公開[20]

## 日本公演

### 1977年
- 1月22日、24日 東京・中野サンプラザ
- 1月25日 大坂・大坂厚生年金会館
- 1月26日 名古屋・名古屋市公会堂
- 1月28日 東京・中野サンプラザ